# Apaporis, viaje a la última selva
Apaporis, viaje a la última selva es un libro compuesto por 21 relatos de viaje a lo largo del río Apaporis en Colombia. Estos narran los pormenores de una travesía que buscó "conocer, sentir y recoger historias" de una zona en donde conviven la belleza y riqueza de los recursos naturales y los conflictos bélicos animados por intereses religiosos, políticos y, sobre todo, económicos. En casi todos los relatos del libro se pueden rastrear las consecuencias de la bonanza cauchera que zanjó hondas heridas en las poblaciones nativas, seguida por el auge del narcotráfico y sus dramáticas consecuencias para la población civil.

## Estructura
Cada capítulo del libro corresponde a un relato de viaje que empieza y termina en una estación. 

## Estilo
Haciendo buen uso de las técnicas narrativas de la crónica, el lenguaje usado en la mayor parte del libro busca describir la realidad de los lugares y las personas que intervienen en el viaje. Sin embargo, es frecuente que los autores describan situaciones desde un punto de vista claramente inclinado hacia la denuncia: incumplimiento de promesas por parte de las autoridades locales, falta de presencia del Estado en regiones rurales y selváticas de Colombia, corrupción al interior de las fuerzas armadas, crueldad e ignorancia de los colonos, desconocimiento de la historia por parte de los protagonistas del conflicto, malos manejos de los recursos naturales por parte de las empresas multinacionales, etc.  

## Ejes narrativos que se resaltan
Si bien las consecuencias del narcotráfico son una temática constante en todo el libro, cabe resaltar que los autores han decidido resaltar otras problemáticas de la zona. La descripción de éstas muchas veces se logra remontar hasta los orígenes históricos de los conflictos y hace de la lectura de este libro algo muy constructivo para quienes buscan indagar sobre el conflicto colombiano. 
Aislamiento político-militar de las zonas en donde se desarrolla el viaje
Legado de exploradores anteriores
Como fuente de materiales preciosos para todo tipo de industrias, la selva que guarda al Apaporis ha sido, desde siempre, un punto de interés para científicos de todo el mundo. Existen al menos dos exploradores a los cuales los autores hacen constantes referencias. 
- Richard Evans Schultes
- Thomas van der Hammen
- Jean Marc, epidemiólogo francés, establecido en Centro Providencia.

Esto permite que, por un lado, los autores den a conocer otras exploraciones en la cuenca del río Apaporis, y de esta manera puedan enmarcar su propio viaje dentro de una tradición de investigadores. Por otro lado, al desempolvar las historias de otros exploradores, se posiciona la región amazónica como una fuente de interés para proyectos de investigación auspiciados por gobiernos extranjeros. 
Deterioro medio-ambiental
- Pesca ilegal de especies en vías de extinción como la araguana, Osteoglossum bicirrhosum: "El negocio más rentable es, no obstante, el de la araguana. Un pez extraño que se nombra siempre en femenino, a pesar de que la principal víctima, como se verá, es el macho, cuya comercialización es un misterio que no logramos develar. Comencemos por el principio, que en negocios es siempre el trabajo material. La araguana se da en caños limpios y profundos; la hembra pone huevos prendidos en un cordón largo y baboso. Son el plato preferido de la sardina, del yamure y de los pequeños peces de escama. Por eso, el padre anda detrás de la hembra recogiéndolos con su boca y las agallas. Allí los alvéolos crecen. Al comienzo son dos punticos negros -los ojos- de donde va creciendo un cuerpo diminuto que se alimenta de una yema anaranjada. Cuando los araguanitos se liberan de la baba, el padre los suelta para que se defiendan solos. Es ya un pescadito imposible de pescar. Por esa razón el indio, que es quien conoce los caños, los tiene que coger cuando están en la boca-bolsa del macho. Los arrea pegándole al agua con una rama y los araguanos nadan despavoridos a donde el indio ha colocado una nasa, que va cerrando con cuidado hasta que los machos, con sus crías, se rinden. Entonces los cogen con la mano, les aprietan el guargüero, y el pescado bota los hijos que caen en una bolsa plástica, mientras el padre se revuelca agónico en la arena. Bien adiestrado, el pescador infla las bolsas plásticas con oxígeno y las pone en su canoa. Pesca toda la noche  y cuando no cabe una bolsa más, las lleva a donde el patrón. Cada bolsa tiene entre 10 y 150 pecesitos (...) En La Pedrera los animalitos se mantienen en piscinas pandas hechas con plástico. Se alimentan con larvas de zancudo, que también que también compran a los indios. Las araguanas se conservan sanas con una droga secreta que le agregan al agua para evitar hongos.  La noche anterior al aterrizaje del avión se vuelven a empacar los pescaditos en bolsas de plástico con oxígeno (...) El cargamento llega primero a Villavicencio, donde vuelve a descansar hasta que los pescaditos se seleccionan por tamaños, se embalan en bolsas contramarcadas con el logotipo de la empresa, y se le agrega un número que hace las veces de licencia ambiental. Vuelven a llenarse de oxígeno y al otro día estarán en Estados Unidos-específicamente Los Ángeles- o en Tokyo (...) Lo cierto es que cada día la araguana vale más porque hay menos". (p. 162)

Corrupción
Los comerciantes argumentan que no pueden pagarles mucho a los indígenas porque se degeneran tomando trago. Son conscientes del daño ambiental que significa esta práctica comercial, pero culpan de ella al ejército brasileño que no permite pescar en su territorio, razón por la cual todo el peso de la depredación la lleva Colombia. "Brasil tiene la culpa de que estemos acabando con la araguara, habiendo tanto caño y laguna como hay en el país vecino". La pregunta obvia era si aquí la pesca de araguana estaba prohibida. La respuesta no fue menos cínica que los escrúpulos ambientalistas: "Sí, pero usted sabe que en Leticia todo se arregla". (p. 161)
Contraste entre cosmovisión indígena/popular y cosmovisión occidental'
"Dos interpretaciones sobre este atiborramiento de naturaleza se abren camino. La indígena: miles de especies se apilan amontonándose unas con otras con tal vehemencia y apremio que parecen construir solidariamente un entramado gigantesco para, de común acuerdo, recibir un rayo de sol. La blanca: parecería ser una lucha de todas contra todas, en la cual sólo las más fuertes sobreviven. La primera interpretación pone por encima de todo la comunidad. La otra ve por debajo de todo la competencia, el mercado, el lucro. Dos mundos distintos". (p. 140)
'Pérdida de identidad de los indígenas de la zona'